# Fernando Rus Busquets
Fernando Rus Busquets (Barcelona, 1871- Guanabacoa, Cuba, 1914) fou un fotògraf que desenvolupà la major part de la seva obra a la ciutat de Barcelona, entre finals del segle xix i principis del segle xx. Va ser considerat com un dels pioners del fotoperiodisme i de fotografia d'actualitat a Catalunya, juntament amb Federic Ballell i Adolf Mas, amb els quals tenia amistat. Va formar part de la Sociedad Fotográfica Española, fundada per Pau Audouard (president) i Antoni Amatller (vicepresident) l'any 1891. Movent-se dins dels cercles fotogràfics professionals del moment, la majoria de les seves fotografies, obra de gran riquesa, es van difondre com a instantànies d'actualitat, gènere de creixent importància en l'època. Aquest fet el va portar a participar en diverses exposicions i a guanyar nombrosos premis. Actualment, la seva obra coneguda es troba arxivada a institucions públiques com la Biblioteca de Catalunya i l'Arxiu Fotogràfic de Barcelona.

## Biografia

### Família
Fill de Fernando Rus Cózar i Anna Busquets i Cózar, era el menor de sis germans, i es va casar amb Irene Cassassa i Vendrell, filla de Josep Cassasssa i Xarrié, doctor en farmàcia, exdiputat provincial i extinent d'alcalde i regidor de l'Ajuntament de Barcelona durant el 1890. Fruit d'aquest matrimoni nasqué Ferran Rus i Cassassa, que va continuar amb el negoci de farmàcia.

### Recorregut professional
Els seus inicis com a professional de la fotografia tingueren lloc a finals del segle xix, període característic per la proliferació de persones lligades al negoci d'aquest nou llenguatge visual, en certes ocasions famílies senceres, entre els quals destaquen els Fotògrafs Napoleon, Manuel Moliné, Rafael Albareda i les famílies Areñas, Esplugas o Audouard.
Es vincula el conjunt de la seva activitat econòmica al moment que comencen a aparèixer anuncis sobre la botiga de Arte fotográfico Rus Gran Depósito de aparatos, artículos y productos para la fotografía. Casa especial y la más surtida en dicho ramo Fernando Rus, San Pablo 68, y Espalter 10 Barcelona (vegeu Drogueria Fernando Rus), una drogueria que va passar a integrar cada cop més aquest tipus d'articles i productes. Possiblement, amb la mort del seu pare el 1894, Fernando Rus fill agafà les rendes d'aquest negoci, juntament amb la seva mare. A més, també es té constància sobre la vinculació entre aquesta i la botiga d'articles fotogràfics de la família de la seva esposa, Anna Busquets, al carrer de Sant Pau 19-21. Aquesta relació podria ser la causa de l'interès de Fernando Rus cap aquest nou llenguatge. A partir del 1902, Fernando Rus obrí la seva pròpia botiga de material fotogràfic a la Ronda de la Universitat.
El gener del 1891 es creà la Sociedad Fotográfica Española, la primera de Barcelona, impulsada per Pau Audouard, i establerta a la casa Gibert, a la Plaça Catalunya. Aquesta estava formada per professionals de la indústria fotogràfica, com el mateix Pau Audouard, Antoni Esplugas o Josep Thomas, per burgesos amateurs com Antoni Amatller, Josep Rocamora o Romà Batlló, científics com Jaume Ferran i Clua i comerciants com Fernando Rus, la Família Teixidor o Antoni Busquets. Era possible fer-se'n soci des de l'estudi de Pau Audouard i de les cases de materials d'Antoni Busquets, senyors Grau i Subirà, els senyors Dásmond i Fernando Rus. El qual passaria ser un dels punts de subscripció del Club Fotográfico Barcelonés, entitat que va prendre el relleu a l'anterior, amb l'objectiu de fomentar la pràctica fotogràfica a la ciutat de Barcelona.
A més, s'han trobat vinculacions del fotògraf amb el món cinematogràfic. La vida de Fernando Rus dins la Sociedad Cinemática Internacional i la seva carrera cinematogràfica, acabaren cinc mesos després del seu inici, l'any 1899. Un exemple de les seves filmacions és la desfilada ciclista organitzada pel setmanari Los Deportes, que va ser exhibida a la Societat Cinemàtica Internacional.

## Obra
Joarizti i Mariezcurrena, fotògrafs de l'època, i Pere Bonet i Pere D. Debàs van ajudar a elaborar i difondre les fotografies de Fernando Rus. Principalment com a instantànies d'una actualitat que creixia constantment. L'interès de Rus en la fotografia anirà des de fotografia bèl·lica a la fotografia costumista, passant per diverses publicacions a L'Esquella de la Torratxa.

### Maniobres de Calaf
L'any 1890 i paral·lelament al negoci d'articles fotogràfics, Fernando Rus es desplaça a Calaf per fotografiar les maniobres militars. Les Maniobres eren uns entrenaments militars de gran expectació on figuren marxes, maniobres de campament, focs, càrregues, atrinxeraments, missa de campanya, etc. Fernando Rus, d'entre altres fotògrafs, es va desplaçar de Barcelona a Calaf per immortalitzar les maniobres a Calaf amb la seva càmera.
D'aquestes fotografies es té constància a la secció comercial del diari La Vanguardia, que un representant de la casa de Fernando Rus va arribar a la cort de Madrid amb un una col·lecció de fotografies destinades a ser regalades a la reina regent, Maria Cristina d'Habsburg i al general Martínez Campos. Al Catàleg de Fotografies de la Casa Fernando Rus del 1891 s'explica la fitxa tècnica d'aquest grup d'imatges. Van ser un total de seixanta fotografies de dues mides diferents que es van fer amb plaques de Monckhoven que de fet es venien a la botiga. Estaven a la venda al comerç fotogràfic Rus per 0,75 pessetes per imatge o la col·lecció completa enganxada amb elegants cartolines per 100 pessetes.

Les Maniobres a Calaf del 1890 van ser publicades amb insistència per la defunció d'un soltat de Guipúscoa durant la maniobra i l'incendi d'una tenda del campament de cavalleria de Tètan. L'oficial d'administració militar García Escobar és la persona a qui es va fer la donació fotogràfica dels fets.

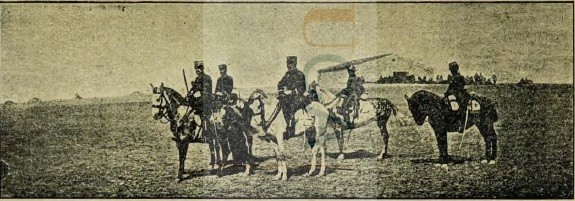
General de Brigada, 1891
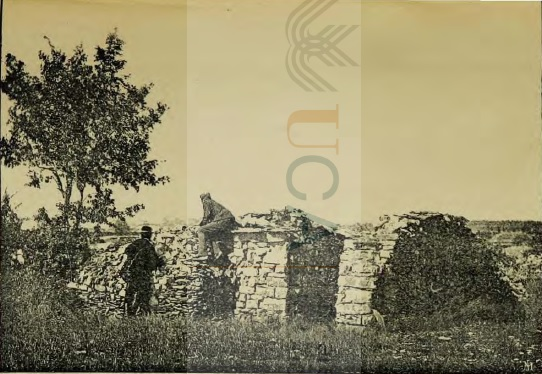
Servicio de Escuchas, 1891
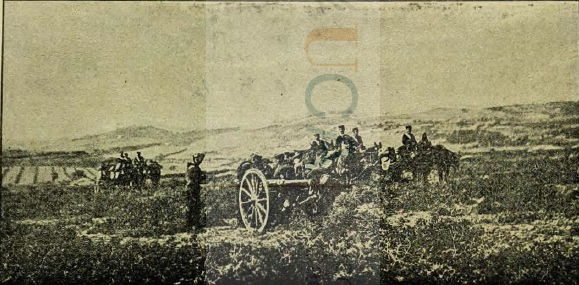
Maniobrando, 1891
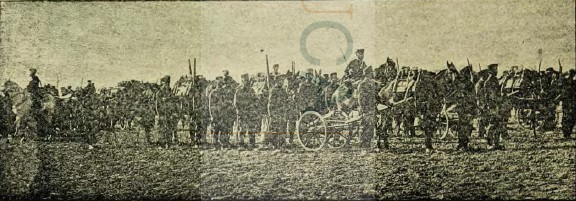
Frente a la derecha, 1891
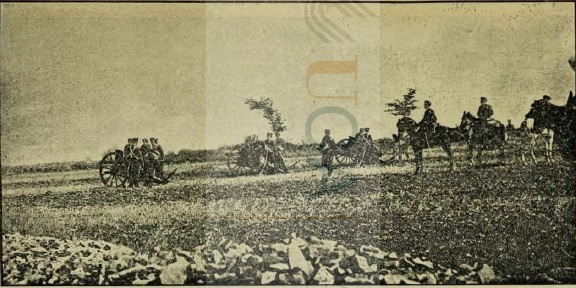
Divisionario de artillería, 1891

### L'Esquella de la Torratxa
Les fotografies publicades a la revista satírica L'Esquella de la Torratxa retraten la vida social i política de l'època amb la intenció de fer-ne crítica.

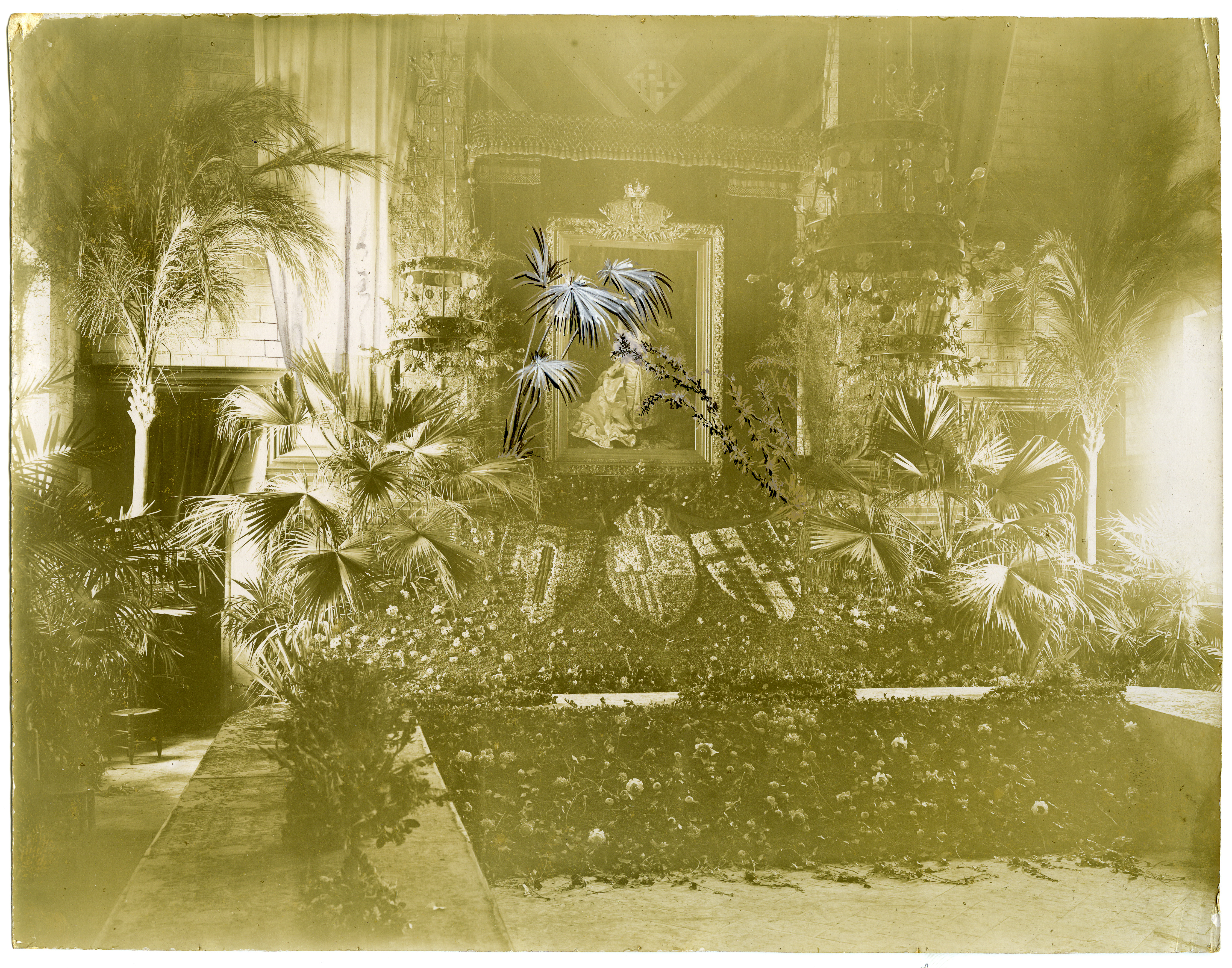
El Saló de Cent, amb la decoració dedicada als mariners francesos d'estada a la ciutat, 1899.
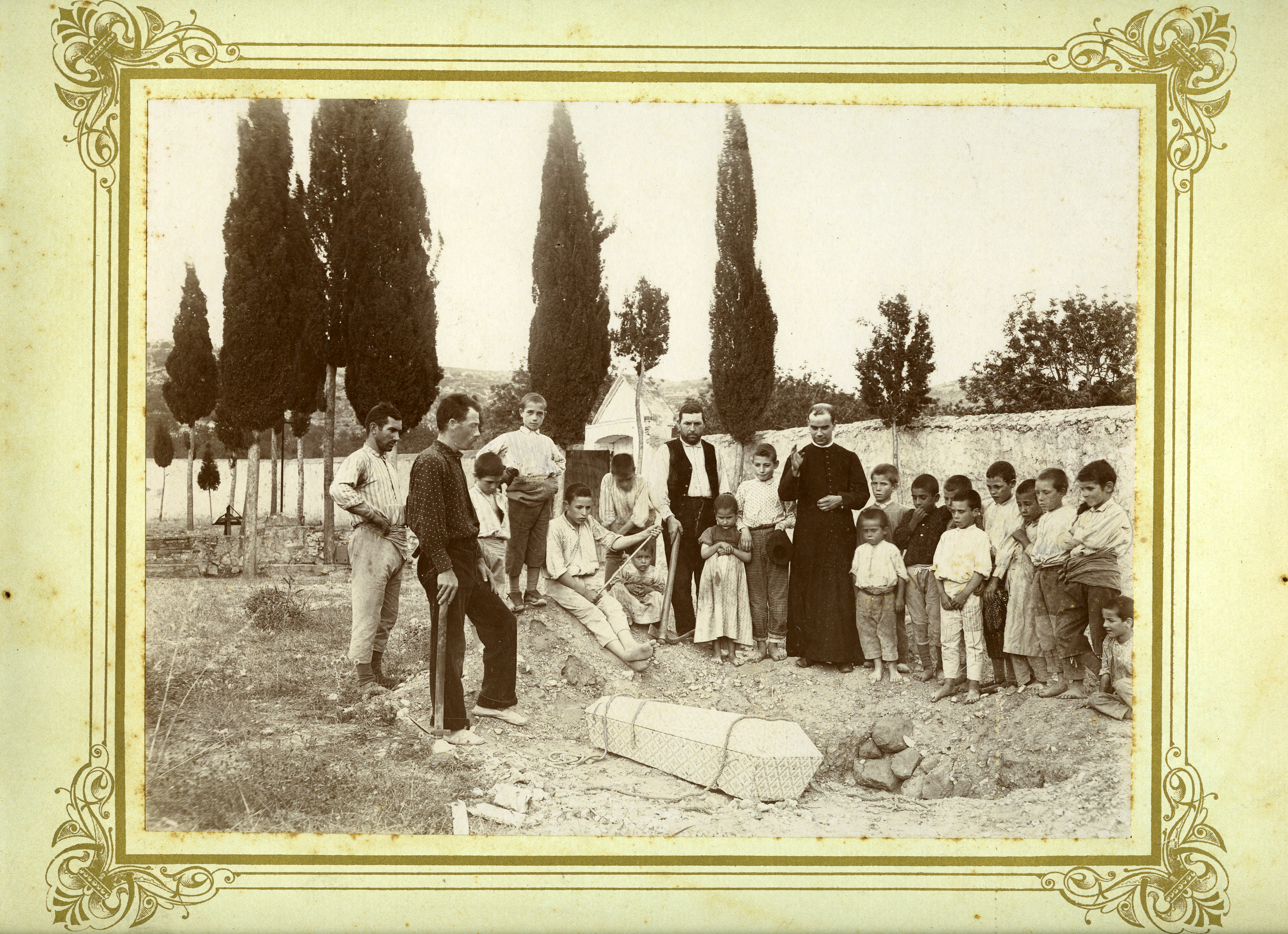
El cementiri dels pobres, 1901

### Vistes de Barcelona
Barcelona a la vista és una publicació de dos volums editats per Antonio López amb un total de 192 vistes de la ciutat de Barcelona fetes per Fernando Rus Busquets. Cada imatge està acompanyada per un text explicatiu. El primer volum s'inicia amb una fotografia feta des d'un terrat cap a l'àbside de la catedral. És una vista de la ciutat on no s'entra en cap detall cultural o social, amb una temàtica molt variada. Gran part de les imatges són dels carrers, agrupats en barris de la ciutat. Tot i així, també hi ha instantànies dels animals del zoo, de detalls industrials com els Gasòmetres de La Catalana i fotografies costumistes, i també artístiques, com Una entrada de la Gruta o la Desembocadura del Llobregat, on l'interès no cau en descriure la imatge de manera descriptiva sinó que es vol trobar el vessant més artístic d'aquest nou art: la fotografia.

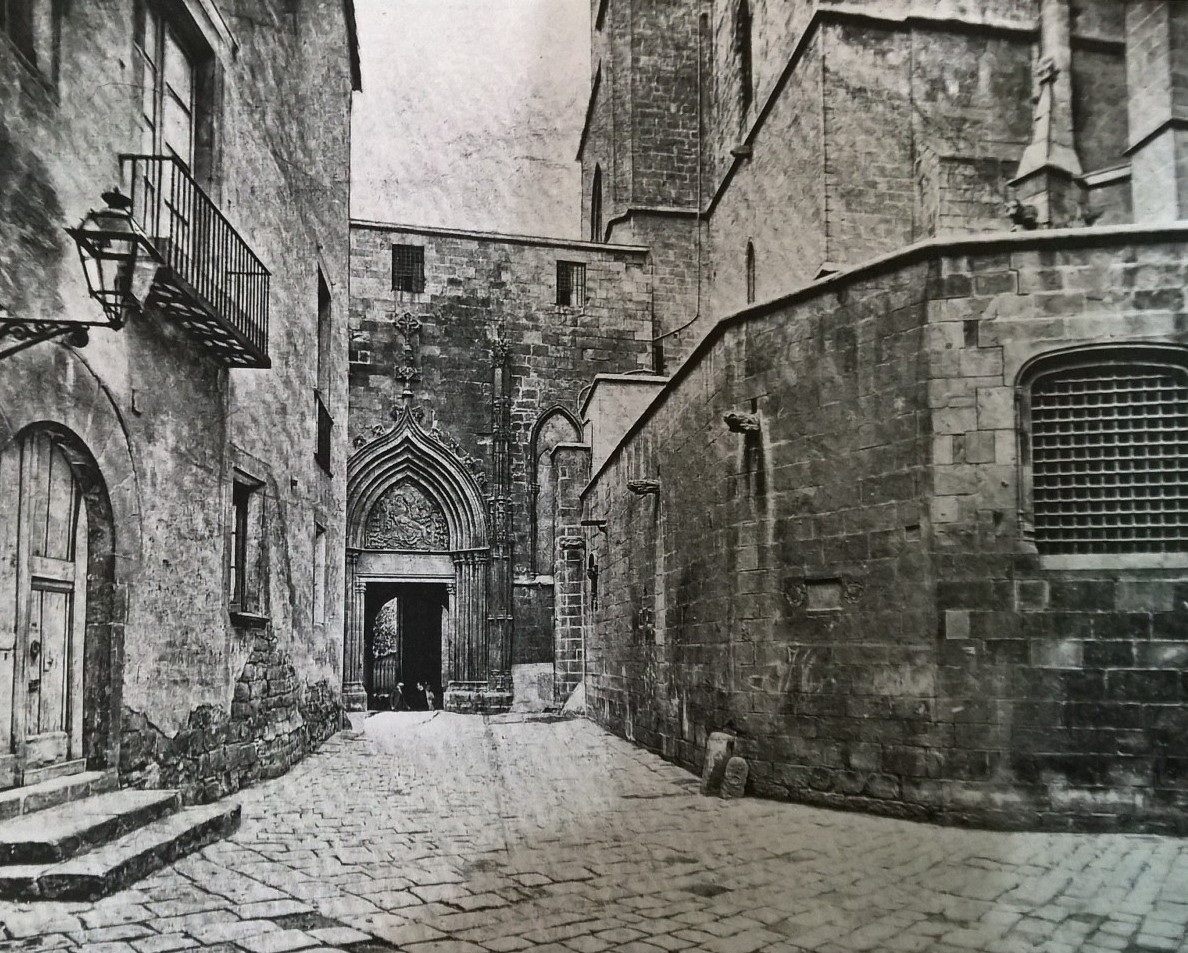
Calle de la Piedad
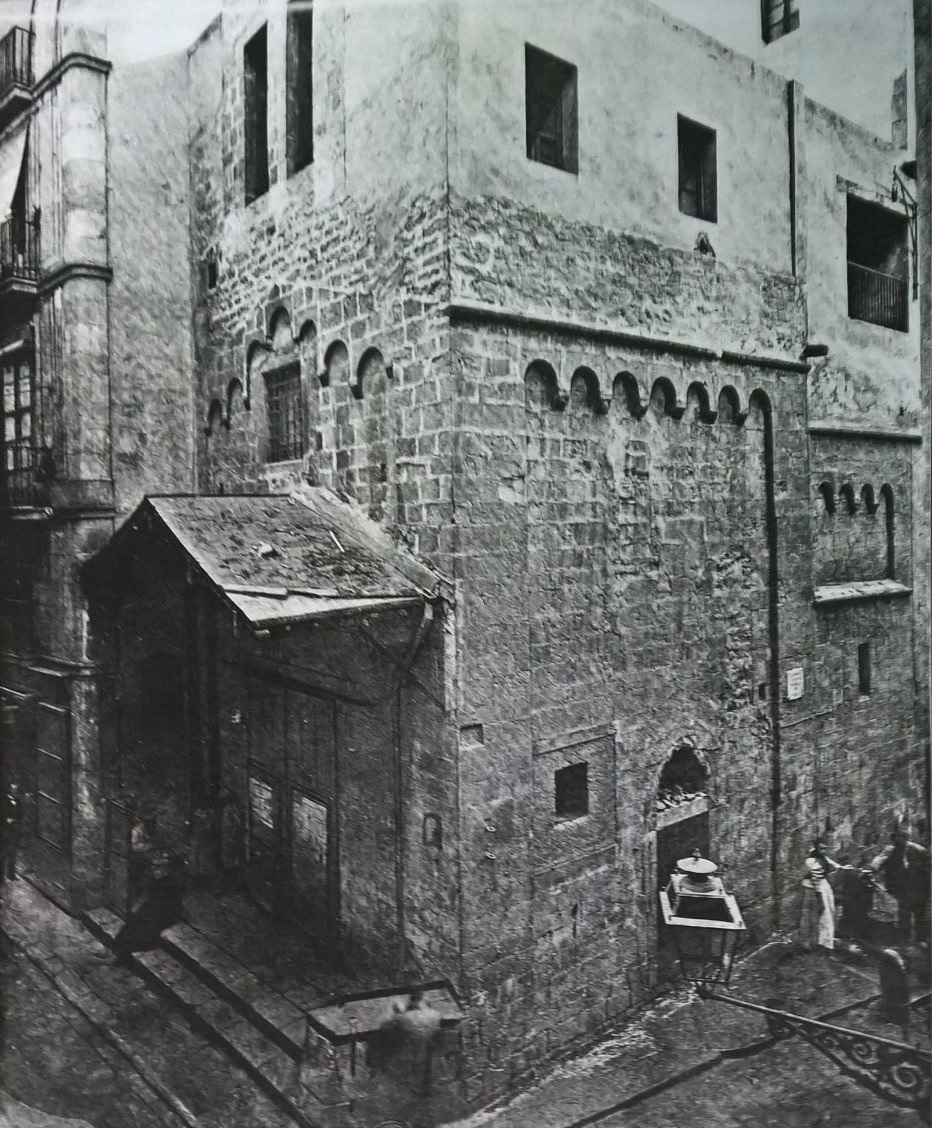
Capilla de Marcús
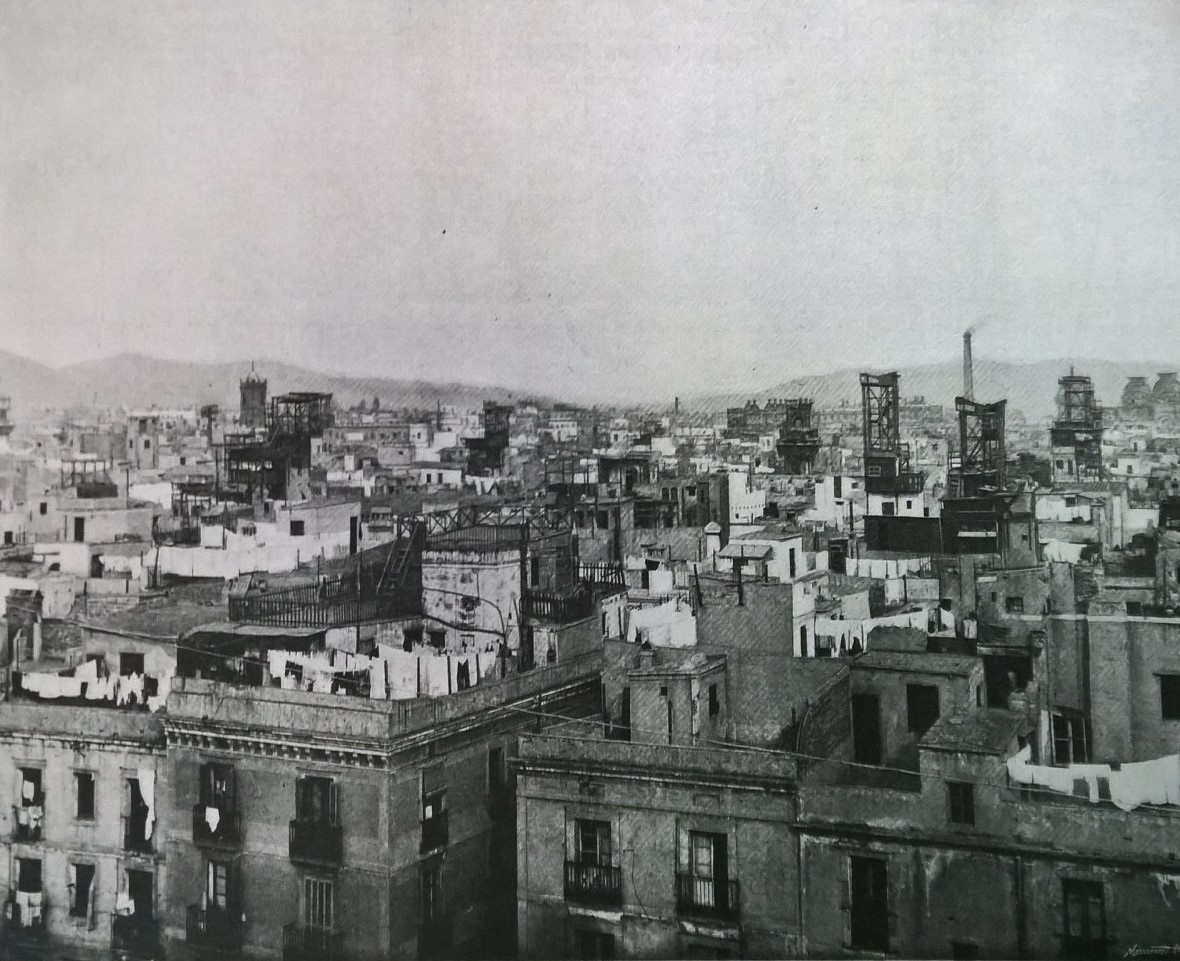
De tejas arriba
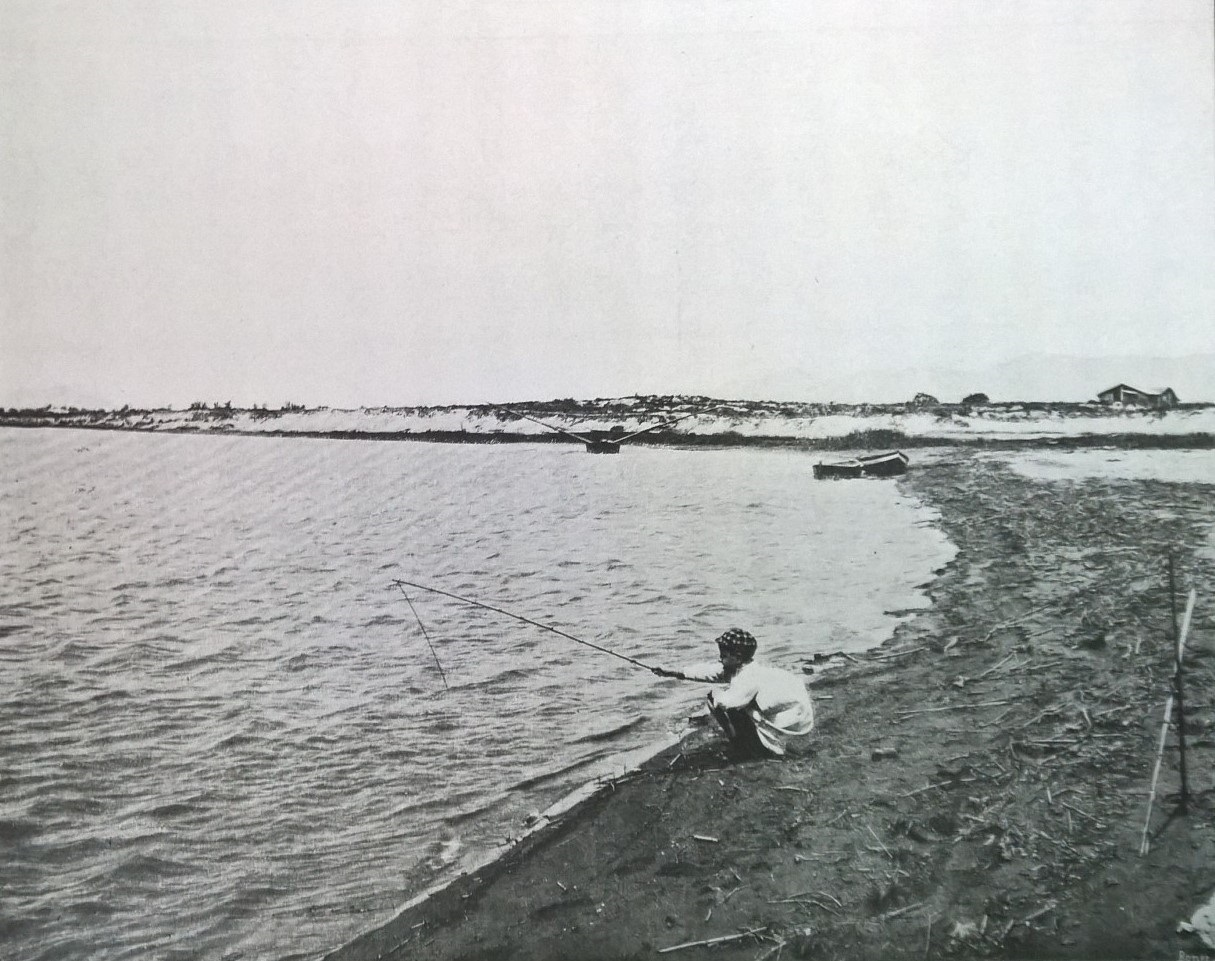
Desembocadura del Llobregat
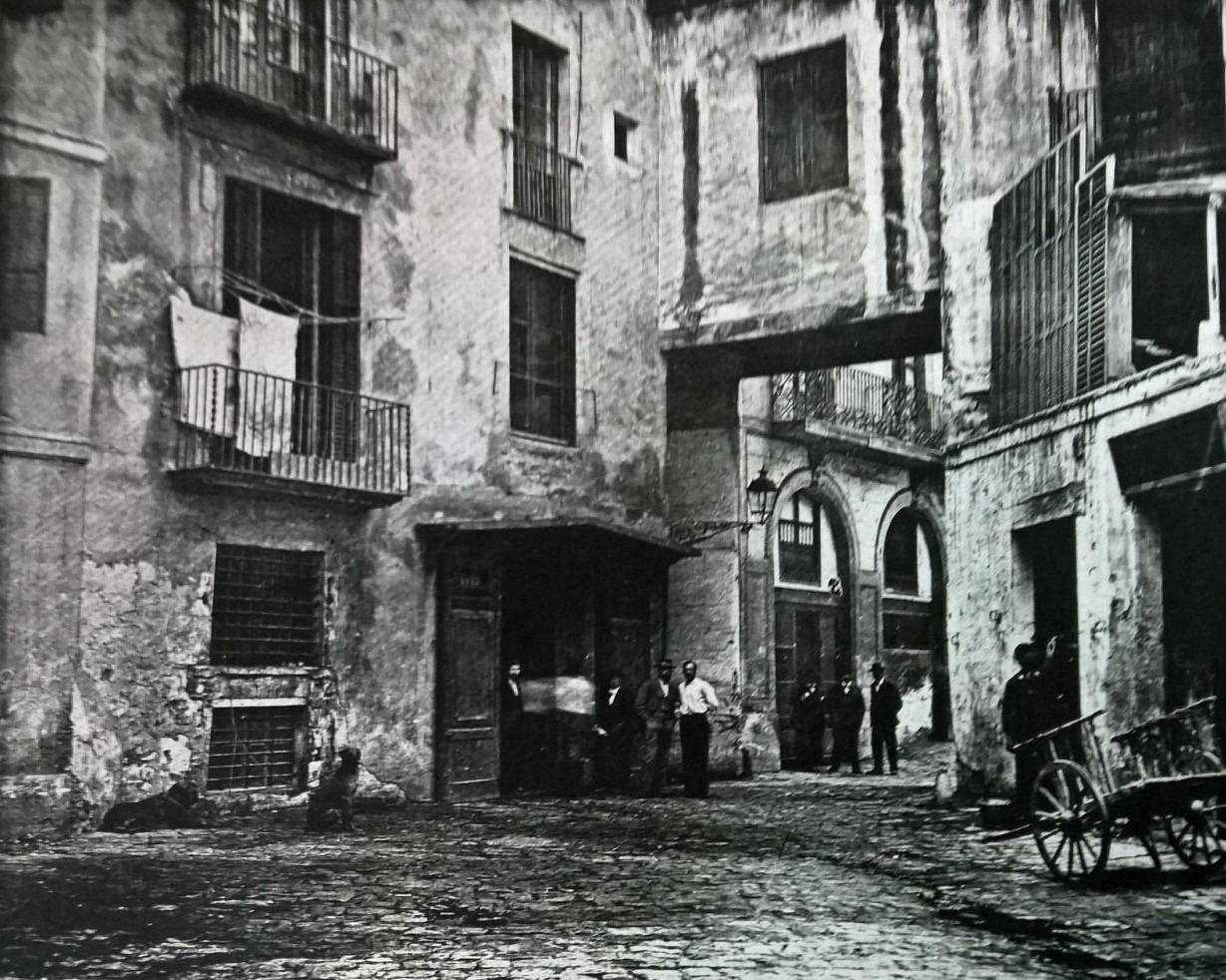
El Fossar de les Moreres
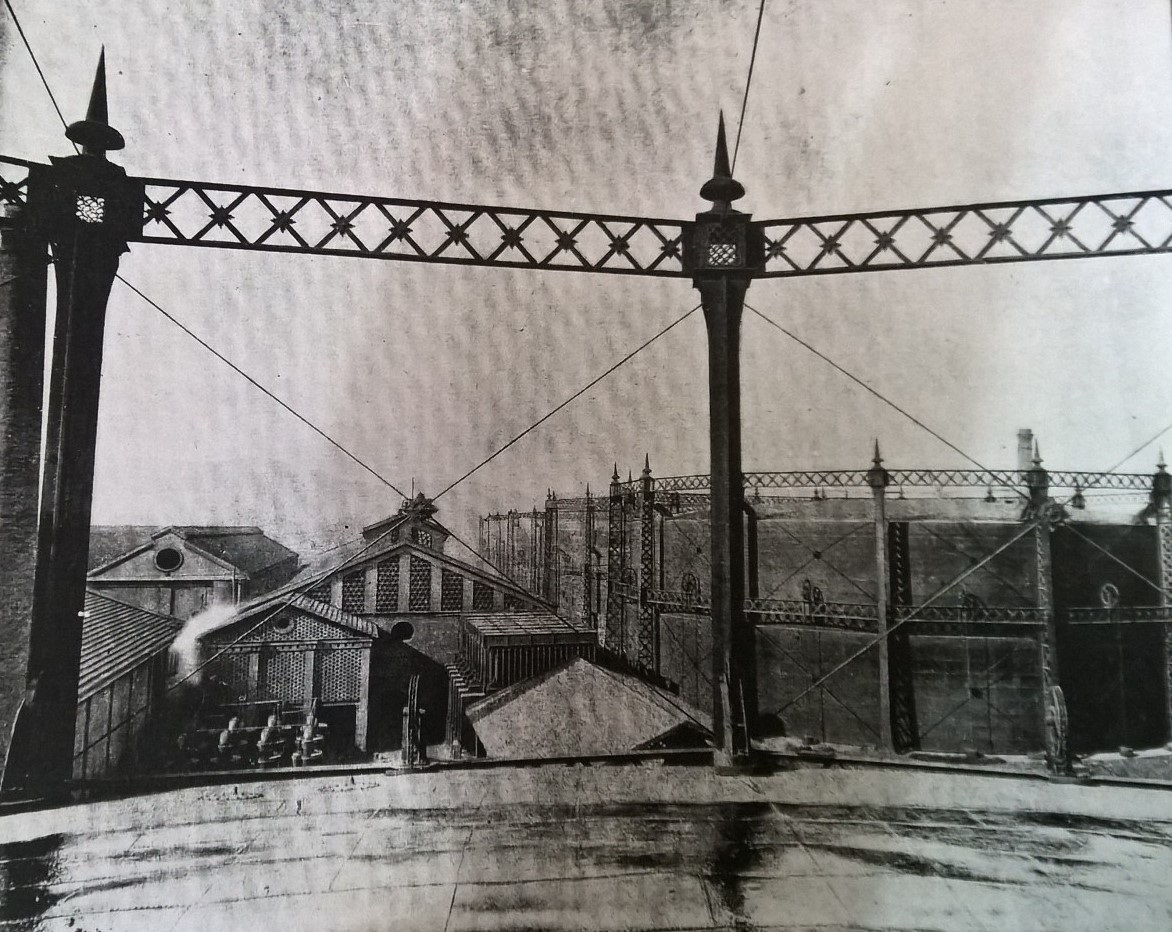
Gasómetros de la Catalana
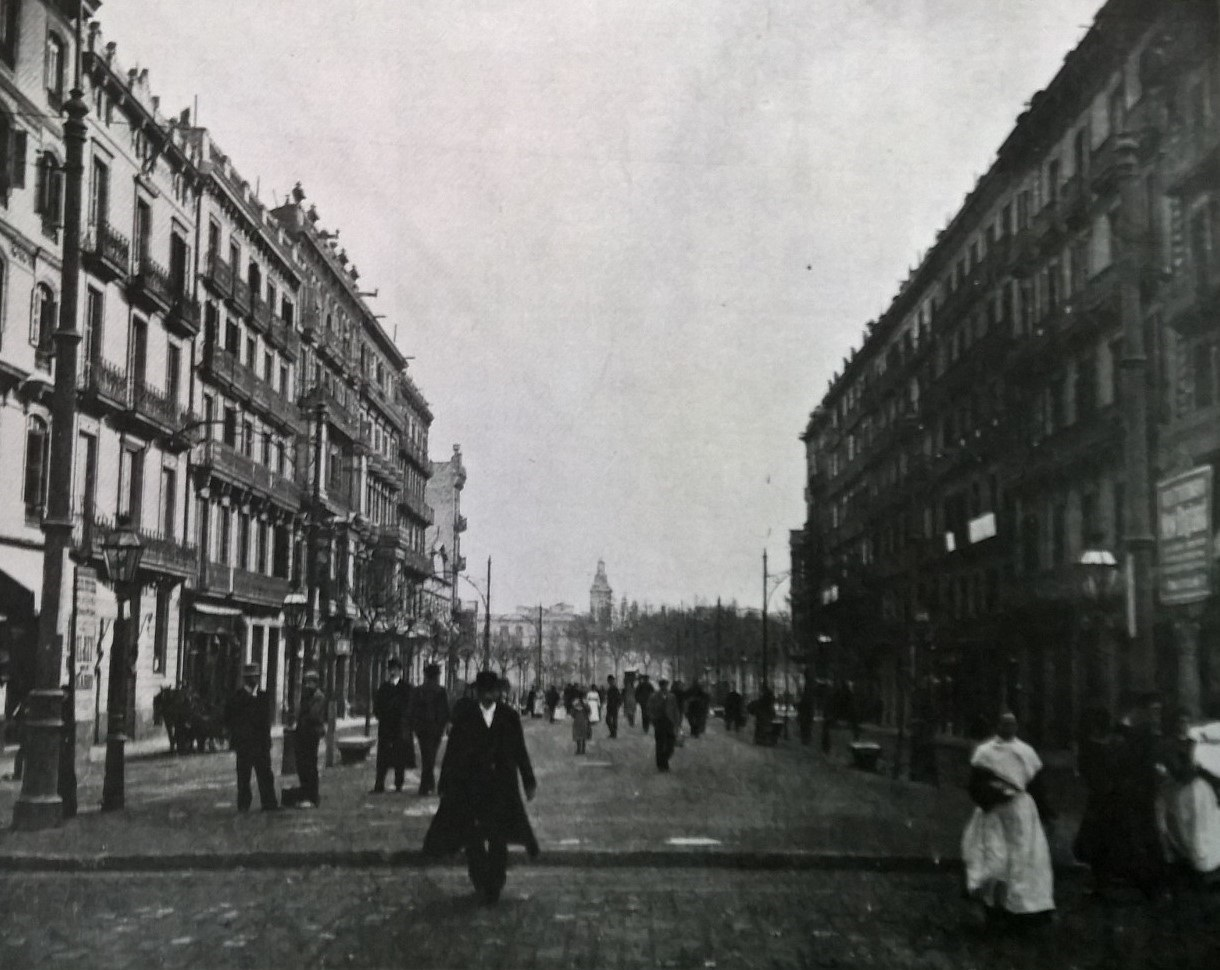
La calle más ancha
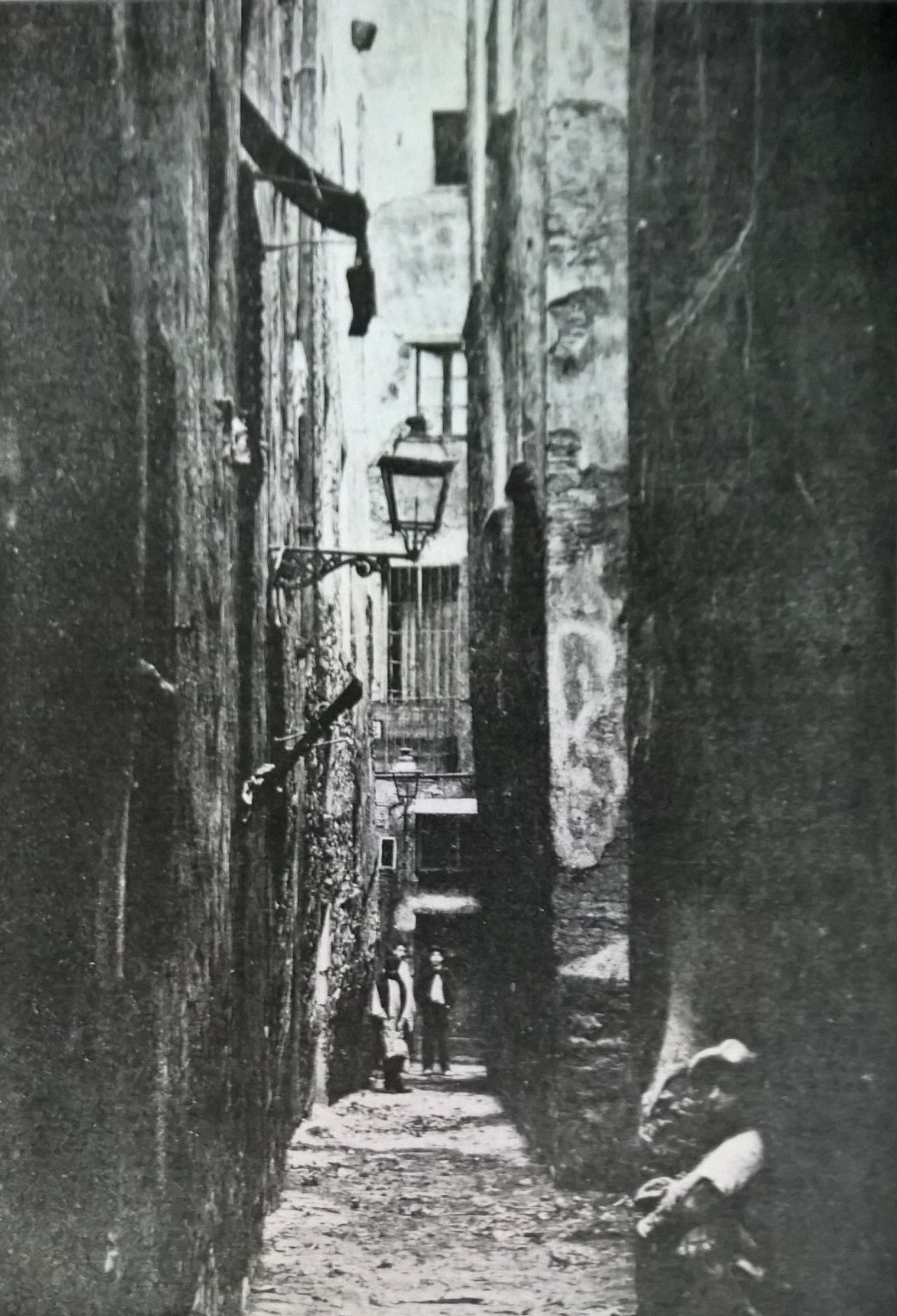
La calle más estrecha
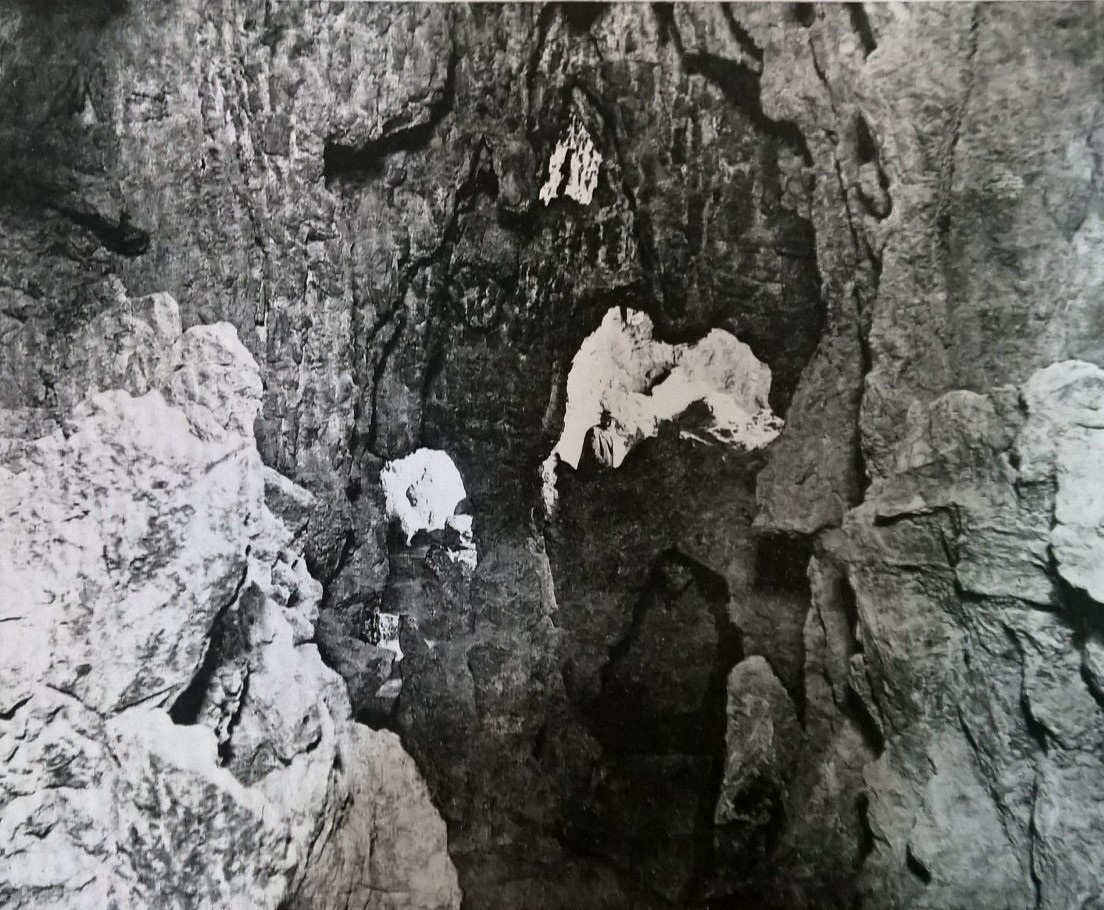
La gruta del parque
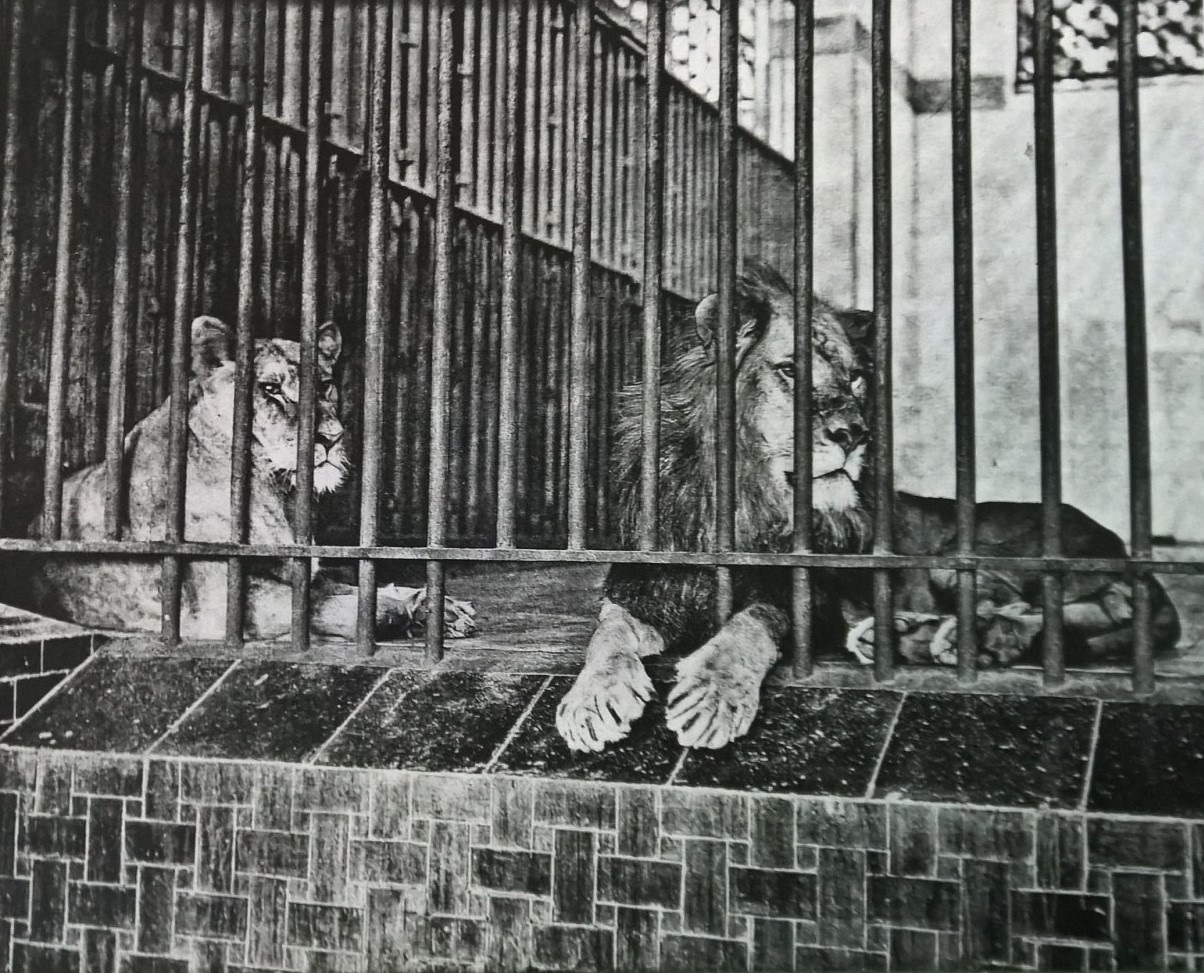
Los leones del parque
Teatro Principal
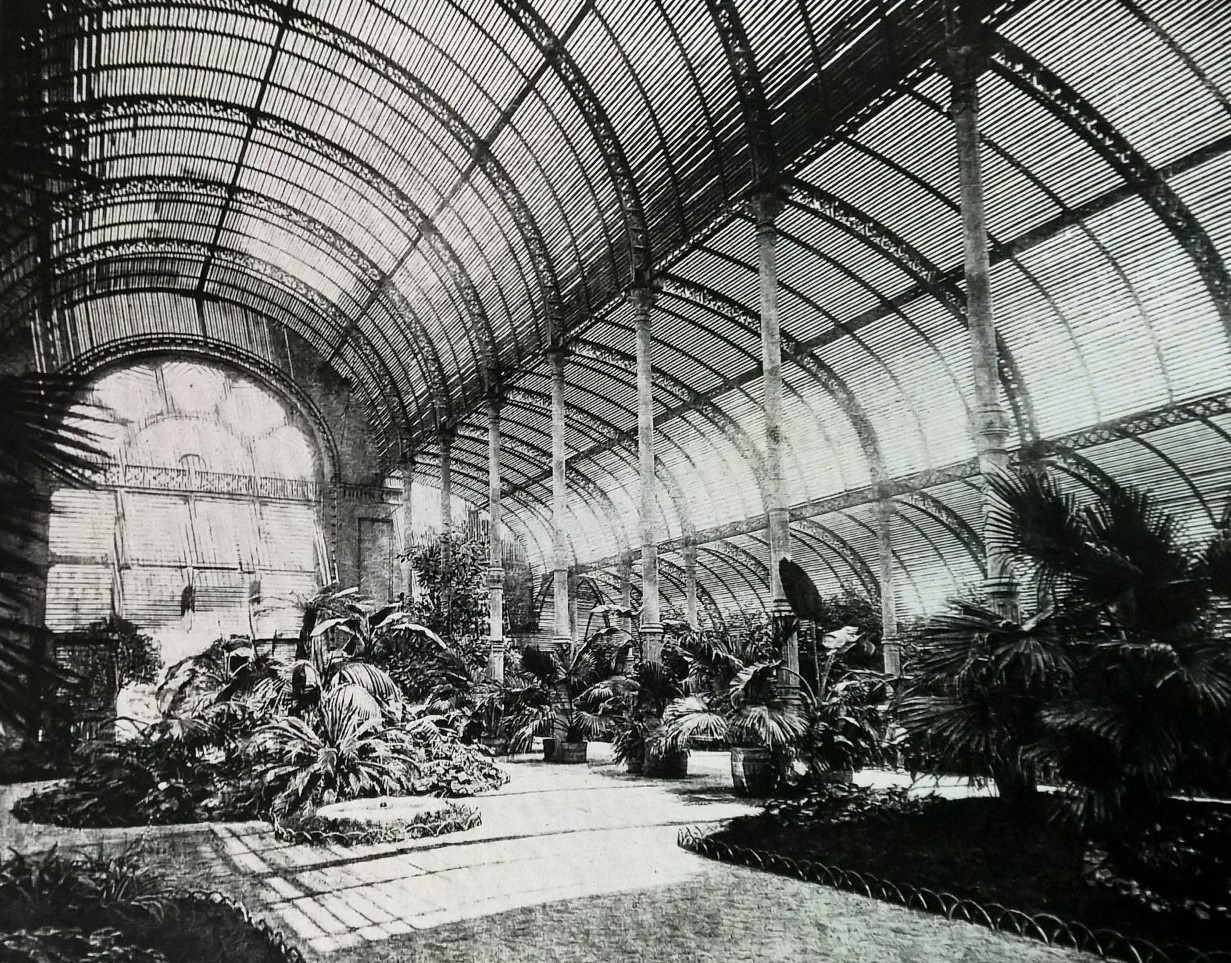
Umbráculo del parque
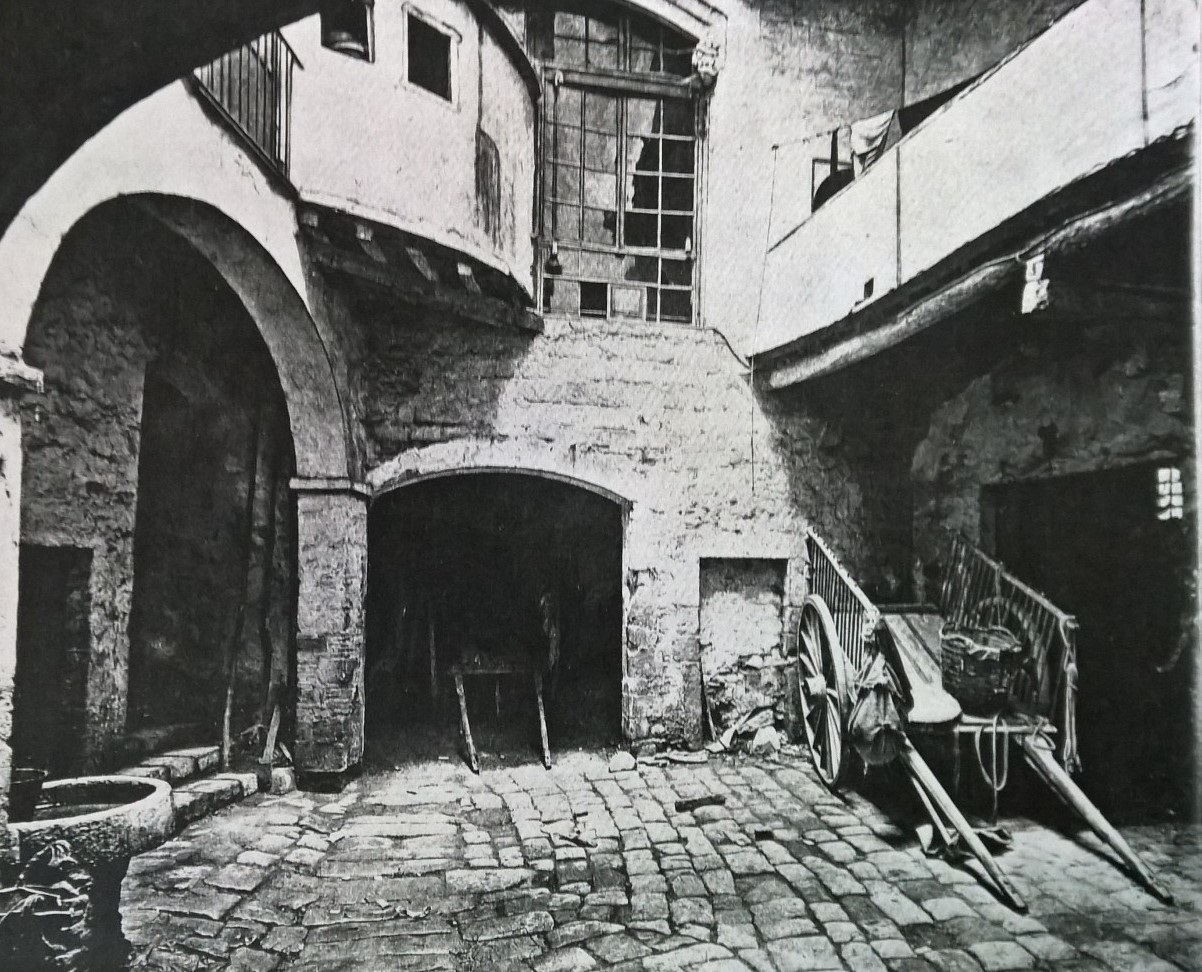
Un mesón antiguo
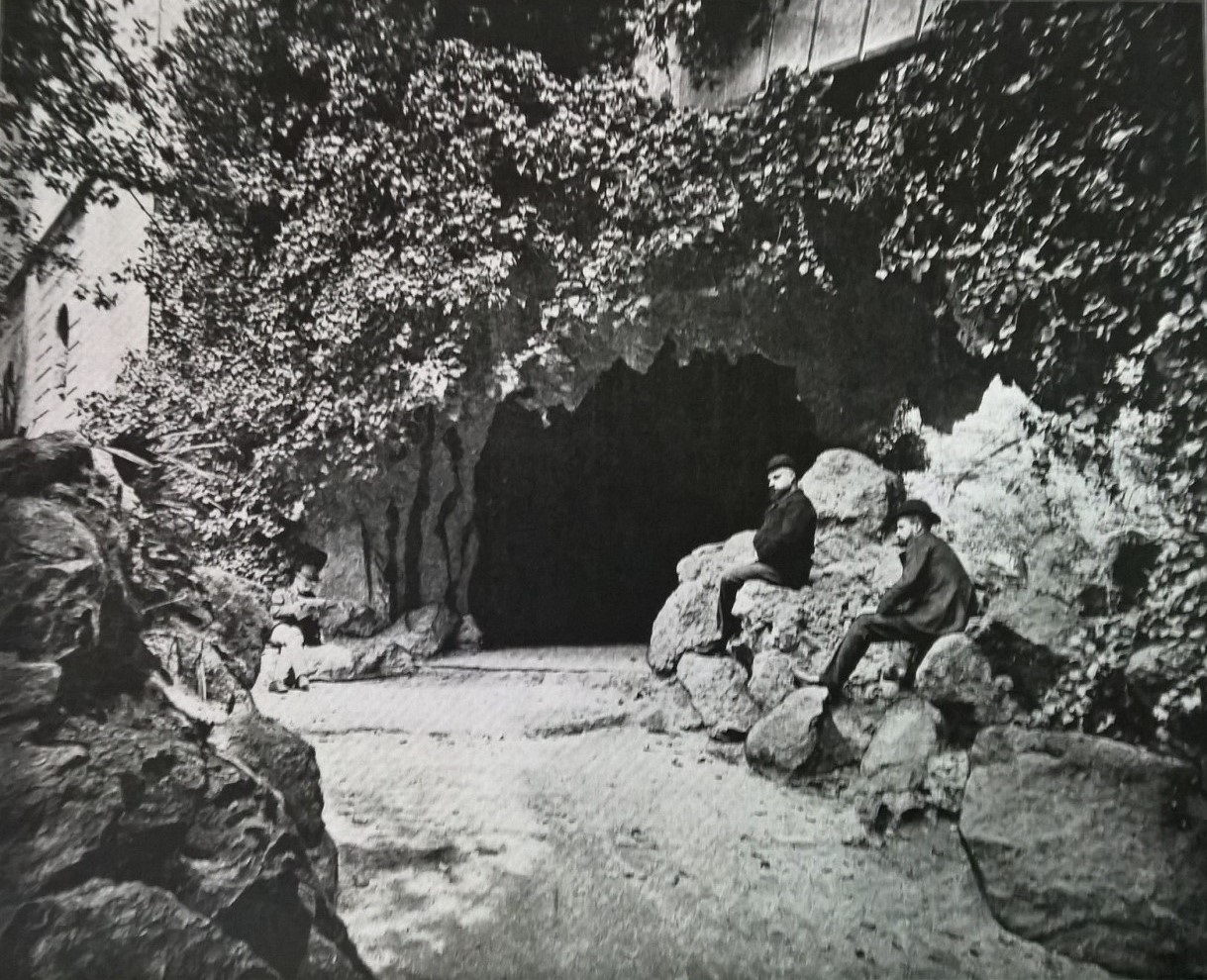
Una entrada de la gruta
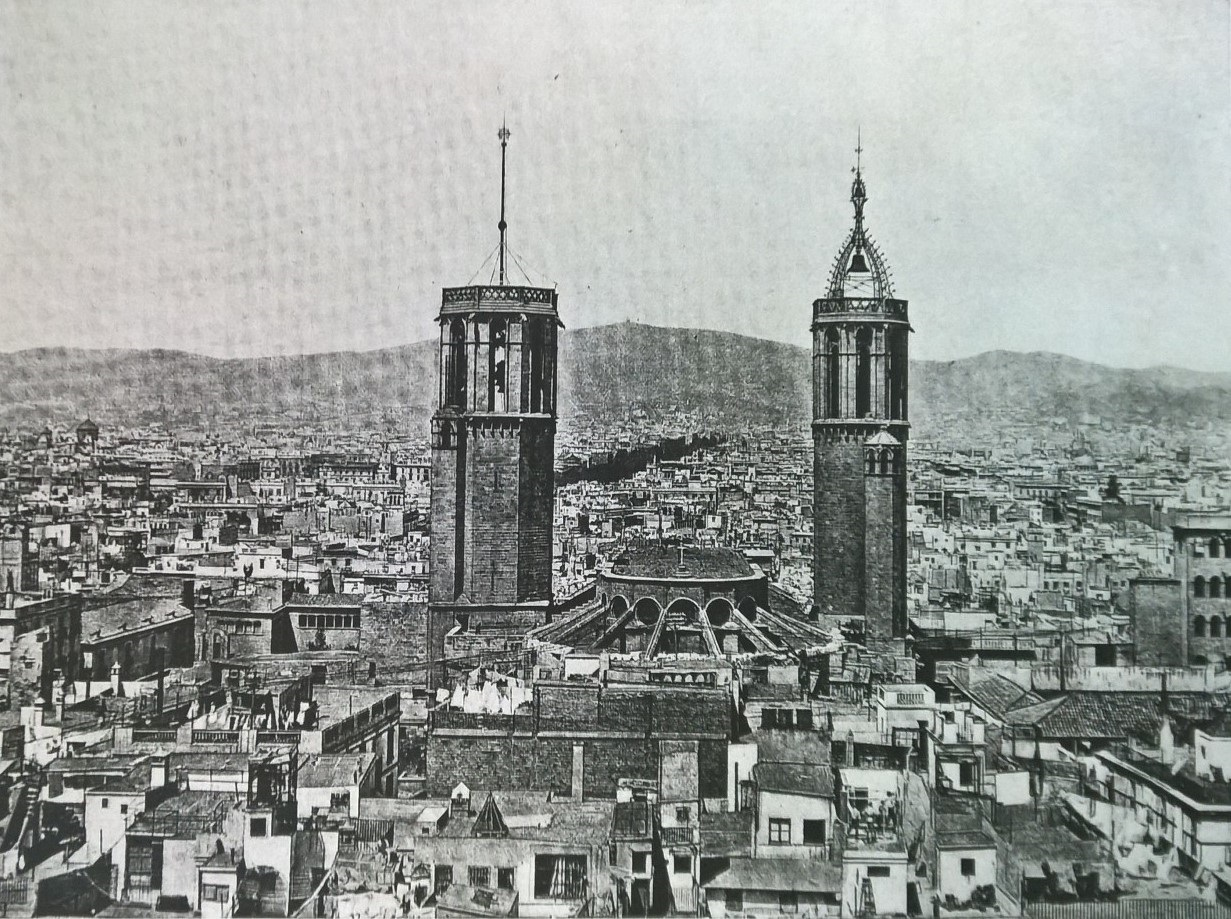
Vista panorámica

## Exposicions i premis
El 1892, Fernando Rus Busquets apareix al Catàleg de l'Exposició Nacional d'Indústries artístiques i Internacional de Reproduccions del Palau de les Belles Arts.
A les publicacions diàries també se'ns parla sobre la Sociedad Fotográfica Española, la qual va fer una exposició fotogràfica que anava lligada a un concurs. En aquest concurs Fernando Rus va guanyar medalla de plata amb de paper al col·lodió clorur de plata, un accèssit amb paper a les sals de platí i un altre accèssit amb transparents o diapositives.
El 1902, Fernando Rus guanyà una medalla de plata en l'exposició del concurs hípic i equí, exposat al saló d'actes de l'Institut Agrícola Català de Sant Isidre.